# Dymaxion Car
La Dymaxion car fu un prototipo di automobile progettata dall'inventore ed architetto statunitense Buckminster Fuller nel 1933.

## Contesto
Il nome "Dymaxion" fu dato da Fuller a differenti progetti, tra cui la abitazione prefabbricata "Dymaxion House", per sottolineare come egli intendesse ognuno di essi come parte di un vasto progetto per migliorare le condizioni di vita dell'uomo: la "Dymaxion philosopy". "Dymaxion" è un composto aplologico costituito da tre tra le parole preferite di Fuller: DY (dynamic), MAX (maximum), e ION (tension).

## Storia

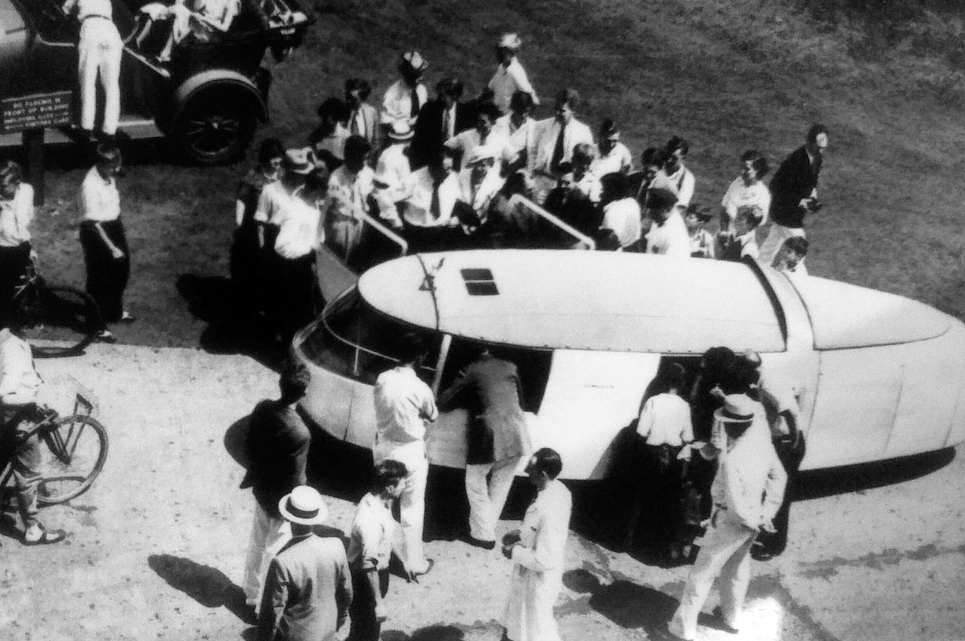
Foto d'epoca della Dymaxion

La Dimaxion rappresentava un esperimento radicale. Lavorando con un'èquipe di colleghi per tre anni a partire dal 1932, Fuller implementa in un'auto idee derivate dalla progettazione di aerei, e ne realizza tre prototipi.
Innanzitutto, la Dymaxion ha solo tre ruote, due sul davanti montate su un asse motore, e una sterzante dietro; sotto il pianale era collocato il motore ad alto rendimento. Sia il telaio che la carrozzeria erano molto originali, a forma di goccia: uno dei prototipi era lungo poco più di 6 metri, e poteva portare fino a 11 persone. La finitura della carrozzeria ricordava da vicino quella dei moderni aerei in laminati metallici.
Nonostante la lunghezza insolita, l'auto era molto manovrabile grazie al suo design a tre ruote, e poteva manovrare in un raggio minimo. Fuller spese molto del denaro ereditato da sua madre in questo progetto, e così fecero anche i suoi collaboratori; coinvolse anche alcuni investitori, anticipando che l'auto avrebbe viaggiato a oltre 160 km/h con ineguagliata autonomia. Però alcuni difetti di base nel progetto limitarono i prototipi a 80 km/h, sopra i quali diventavano poco manovrabili e, durante le operazioni di miglioramento, uno dei prototipi fu coinvolto in un incidente.
Nel 1943 l'industriale Henry J. Kaiser chiese a Fuller di sviluppare un'auto a partire dai grandi prototipi, e Fuller progettò un'utilitaria a 5 posti. L'auto non entrò in produzione, ma esiste un filmato d'epoca realizzato da Fuller in cui l'auto viene mostrata mentre percorre una stretta rotatoria in una piazzetta, a velocità molto sostenuta.